# Bérangère McNeese
Bérangère McNeese (Bruxelles, 15 marzo 1989) è un'attrice belga con cittadinanza statunitense.

## Biografia
Bérangère McNeese è nata da padre statunitense e madre belga, ed ha una sorella gemella.

## Filmografia

### Attrice

#### Cinema
- Per sfortuna che ci sei (La Chance de ma vie), regia di Nicolas Cuche (2011)
- Tutta colpa del vulcano (Eyjafjallajökull), regia di Alexandre Coffre (2013)
- Belle comme la femme d'un autre, regia di Catherine Castel (2014)
- French Connection (La French), regia di Cédric Jimenez (2014)
- Raw - Una cruda verità (Grave), regia di Julia Ducournau (2016)
- Photo de famille, regia di Cécilia Rouaud (2018)
- Skinwalker, regia di Christian Neuman (2020)
- Allons enfants (La Troisième Guerre), regia di Giovanni Aloi (2021)
- On est fait pour s'entendre, regia di Pascal Elbé (2021)
- Masquerade - Ladri d'amore (Mascarade), regia di Nicolas Bedos (2022)

#### Televisione
- Frangines – serie TV (2016)
- Like-moi! – serie TV (2017)
- Le viol - Cronaca di uno stupro (Le Viol) – serie TV (2017)
- La Bouse – serie TV (2017)
- Roi de la Vanne – serie TV, episodio 16 (2018)
- Unità 42 (Unité 42), episodi 2x01 e 2x02 (2019)
- Morgane - Detective geniale (HPI) – serie TV (2021-in produzione)
- Le due facce della legge (Face à face) – serie TV (2021)

#### Cortometraggi
- Marine, regia di A. Siboun (2015)
- Auguste pécheur, regia di M. Ferré (2015)
- Nobody not even the rain, regia di C. Bortolino (2015)
- Sisters, regia di Michelle Figlarz (2015)
- Mustang, Braco & Arlequins, regia di Solenne Belloir (2016)
- Les alchimistes, regia di Jules Follet (2016)
- Les Corps purs, regia di Bérangère McNeese e Guillaume De Ginestel (2017)
- Juin Juillet, regia di Emma Séméria (2017)
- Shooters, regia di Antoine Giorgini (2019)
- Air comprimé, regia di Antoine Giorgini (2019)
- Extra large, regia di Marina Ziolkowski (2022)

#### Doppiaggio
- Percy et ses amis – serie TV d'animazione (2012-2013) – versione francese e inglese

#### Video musicali
- Andy dei Hollywood Porn Stars (2009)

### Regista, scenografa e produttrice
- Le Sommeil des Amazones (2015) – cortometraggio
- Les Corps purs, diretto con Guillaume De Ginestel (2017) – cortometraggio
- Matriochkas (2019) – cortometraggio

## Riconoscimenti (parziali)
- Premio Magritte
  - 2020 – Miglior cortometraggio di fiction per Matriochkas[3]

## Doppiatrici italiane
Nelle versioni in italiano delle opere in cui ha recitato, è stata doppiata da:
- Veronica Puccio in Tutta colpa del vulcano
- Moira Angelastri in Allons enfants
- Monica Vulcano in Morgane - Detective geniale